# Lerwick
Lerwick je hlavní město a přístav Shetland. Je to také nejsevernější město Spojeného království. Obyvatelstvo Lerwicku živí hlavně rybolov, dále je to významný přístav a v blízkosti města probíhá těžba ropy. V Lerwicku jsou 3 školy, 2 základní a jedna vysoká. Kulturně má Lerwick nejblíže k Norsku.

## Historie
Tohle místo bylo osídleno přibližně 1000 let př. n. l. Poprvé bylo toto místo nazváno jako Lerwick v 17. století, kdy tady byl vybudován rybářský přístav. V 17. století byl hlavně zdejší přístav, ve kterém byly hlavně dřevěné budovy, vypálen obyvateli sousedního města Scalloway, protože obyvatelům Scalloway se nelíbilo, že hlavním městem Shetland by měl být Lerwick plný opilých námořníků.[zdroj?] V polovině 17. století byla u města vybudována pevnost Charlotte a podél pobřeží a u pevnosti byly postaveny kamenné domy. V roce 1702 bylo město opět vypáleno, tentokrát francouzským námořnictvem. Jako hlavní město Shetland byl Lerwick zvolen v roce 1708, když se tu dařilo rybolovu a obchodování. V tomto období byla postavena i místní radnice. Díky těžbě ropy v Severním moři v 70. letech 20. století přibývali další obyvatelé, a proto bylo město rozšířeno o další velká sídliště.

## Název
Název města pochází z norštiny, do poloviny 19. století se používal název Norn, což byl původní norský název Leirvik přeložený do angličtiny. Leirvik je název spojený z dvou norských slov: Leir → hlína a Vik → zátoka. Dnes se používá do angličtiny zkomolený název z Leirvik → Lerwick.

## Demografie
V roce 2011 bylo v Lerwicku nezaměstnaných 2,5 % obyvatel.[zdroj?]
- 97 % bělochů
  - 83,3 % Skotové
  - 8,9 % obyvatelé Spojeného království mimo Skotsko
  - 2,6 % různé národnosti
  - 1,4 % Poláci
  - 0,8 % Irové
- 2,2 % Asiaté
- 0,8 % ostatní

## Podnebí
Lerwick patří pod mírné oceánické podnebí. Teploty jsou velmi mírné, nejvyšší letní teploty dosahují jen 15 - 20 a nejnižší zimní 0 až -5. Rozdíly mezi nejnižší a nejvyšší denní teplotou jsou také velmi malé. Dnů s deštěm (nad 1 mm) je v průměru 201,6 ročně a dnů s mrazem 35 ročně. Počet hodin slunečního svitu je v průměru ročně 1110 hodin. Průměrná roční rychlost větru je 27 km/h.
| Lerwick – podnebí | Lerwick – podnebí | Lerwick – podnebí | Lerwick – podnebí | Lerwick – podnebí | Lerwick – podnebí | Lerwick – podnebí | Lerwick – podnebí | Lerwick – podnebí | Lerwick – podnebí | Lerwick – podnebí | Lerwick – podnebí | Lerwick – podnebí | Lerwick – podnebí |
| Období | leden             | únor              | březen            | duben             | květen            | červen            | červenec          | srpen             | září              | říjen             | listopad          | prosinec          | rok               |
| --- | ----------------- | ----------------- | ----------------- | ----------------- | ----------------- | ----------------- | ----------------- | ----------------- | ----------------- | ----------------- | ----------------- | ----------------- | ----------------- |
| Nejvyšší teplota [°C] | 8                 | 9                 | 10                | 13                | 15                | 18                | 18                | 17                | 16                | 14                | 12                | 10                | 18                |
| Průměrné denní maximum [°C] | 5,9               | 5,5               | 6,4               | 8,1               | 10,4              | 12,4              | 14,3              | 14,5              | 12,8              | 10,2              | 7,8               | 6,9               | 9,6               |
| Průměrná teplota [°C] | 5                 | 4,5               | 5,5               | 6,5               | 9                 | 11                | 12,5              | 12,5              | 11                | 8,5               | 6,5               | 5,5               | 8,1               |
| Průměrné denní minimum [°C] | 1,8               | 1,5               | 2                 | 3,5               | 5,4               | 7,7               | 9,9               | 10,2              | 8,7               | 6,4               | 3,9               | 2,2               | 5,3               |
| Nejnižší teplota [°C] | −2                | −1                | 0                 | 1                 | 3                 | 5                 | 9                 | 8                 | 6                 | 3                 | 1                 | −2                | −2                |
| Průměrné srážky [mm] | 142,6             | 120,8             | 124,6             | 70,4              | 53,4              | 58,2              | 66,8              | 83,7              | 106,3             | 141,5             | 146               | 142,6             | 1 256,8           |
| Zdroj: Průměrné minimum, průměrné maximum, průměrná teplota, srážkynejnižší a nejvyšší každoroční teplota, Nejnižší a nejvyšší každoroční teplota |                   |                   |                   |                   |                   |                   |                   |                   |                   |                   |                   |                   |                   |

## Architektura

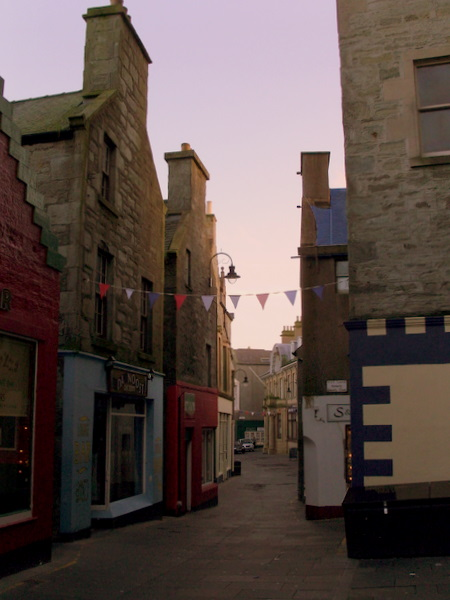
Úzká ulička v centru města

Lerwick má zvláštní architekturu, v centru města jsou uličky úzké a domy spíše nízké. Dál od centra města jsou spousty kamenných šedých neomítnutých domů, novější domy bývají z cihel a omítnuty nebo ze dřeva. Vyjma domů v centru má naprostá většinu domů jednu společnou věc. Každý dům je v půlce rozdělený na 2 geometricky stejné poloviny a v každé polovině může bydlet jiná rodina nebo jiná část rodiny. Jsou to vlastně dvojdomy se společnou zdí. Jednotlivé domy jsou spíše výjimka.

## Doprava

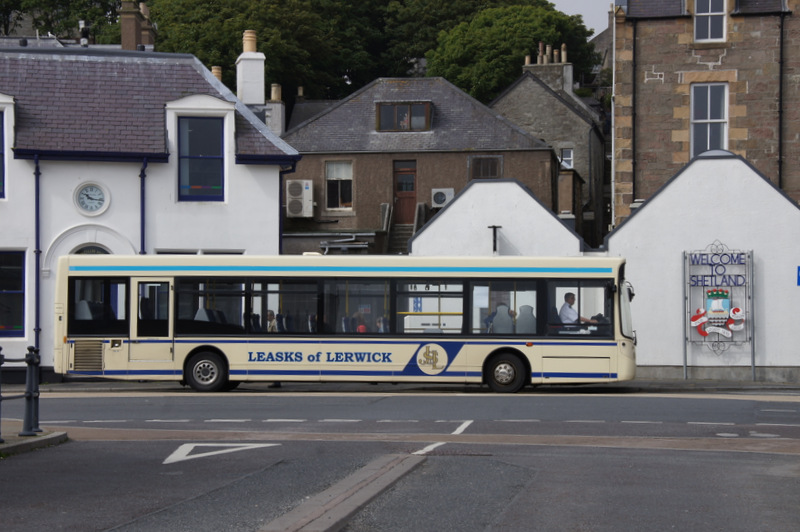
MHD Lerwick

Do Lerwicku se dá dostat letecky, s přistáním v letišti Sumburgh. Do Sumburghu létají letadla z Edinburghu, Aberdeenu, Kirkwallu a Glasgow. Také je jedna přímá mezinárodní linka ze Sumburghu do norského Bergenu. Ze Sumburghu je nutno se dostat do Lerwicku autobusem. Také je možné se sem dostat lodí z Aberdeenu nebo Kirkwallu. Autobusovou dopravu zajišťuje po Lerwicku a jeho okolí firma ZetTrans. V Lerwicku jezdí i autobusy MHD dopravce John Leask & Son spadajícího pod ZetTrans (linky na celých Shetlandách jsou rozděleny podle čísel, MHD Lerwick má číslo 1), autobusy MHD mají povětšinou hodinové intervaly a jezdí každý den.

## Zdravotnictví
Hlavní nemocnice pro Lerwick a Shetlandy je Gilbert Bain Hospital, zabývající se všeobecným lékařstvím a základními chirurgickými zákroky. Je zde také porodnice a praktičtí lékaři.[zdroj?]

## Média
Z Lerwicku vysílá několik rádií: SIBC, BBC Radio Shetland a BBC Radio Scotland. Místní noviny, vycházející jednou za týden, jsou Shetland Times. Také odsud vysílá televizní program Shetland Television.

## Galerie

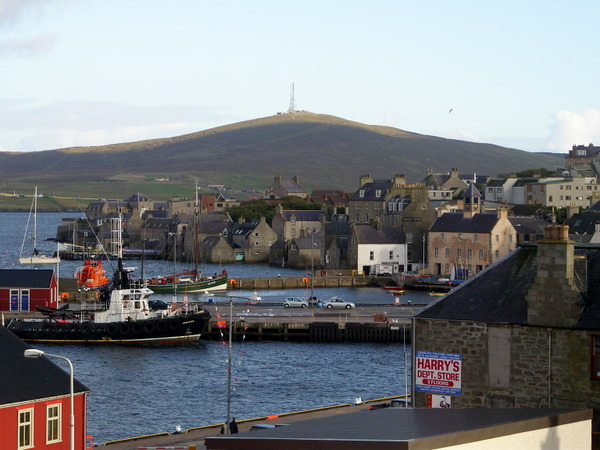
Přístav
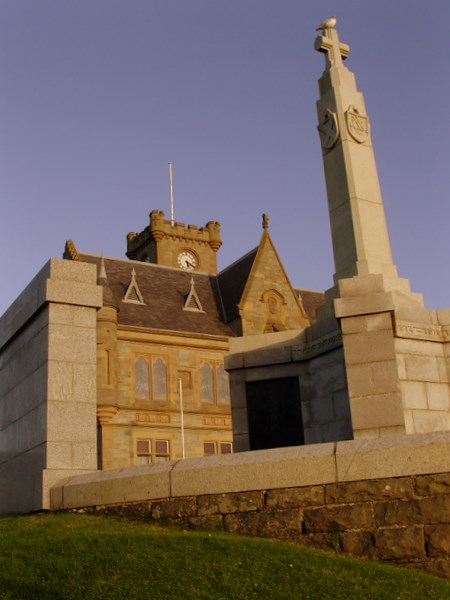
Lerwická radnice
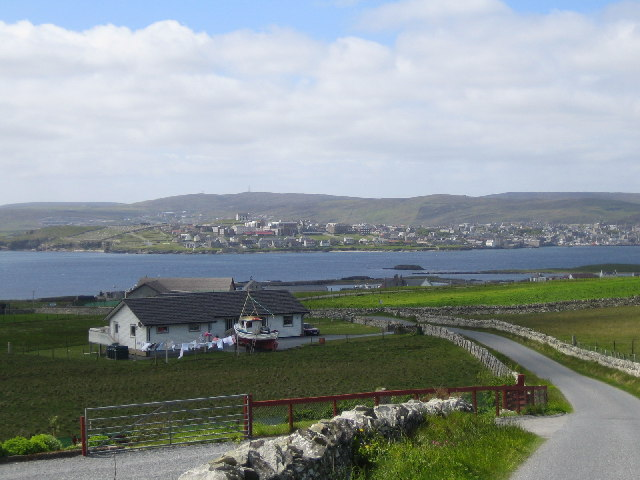
Pohled na Lerwick z protějšího pobřeží.
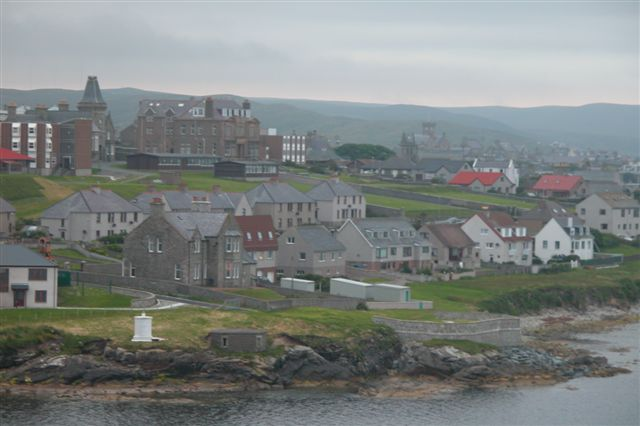